# Škoda 18T
Škoda 18T (obchodní název ForCity Classic Eskişehir) je tramvaj vyráběná společností Škoda Transportation pro turecké město Eskišehir a jeho tramvajovou síť.

## Konstrukce
Jedná se o jednosměrnou pětičlánkovou nízkopodlažní tramvaj určenou pro úzký rozchod koleje 1000 mm. Pro její konstrukci byly využity prvky z dodávek bateriových tramvají Škoda 28T do Konyi a úzkorozchodných typů 29T a 30T do Bratislavy. Vozová skříň je usazena na třech dvounápravových neotočných podvozcích s celkem čtyřmi trakčními motory o výkonu 100 kW. Tramvaj je také vybavena trakčními bateriemi, které umožňují jízdu v úsecích bez trolejového vedení s maximálním dojezdem 5 km. Nástupní hrana se nachází ve výši 330 mm nad temenem kolejnice. Vozidlo je plně klimatizováno. Design vozu vytvořilo studio Aufeer Design, upraven byl podle tramvají Bombardier Flexity Outlook, v Eskišehiru již provozovaných.

## Dodávky tramvají
Škoda Transportation zvítězila v létě 2016 v soutěži na dodávku 14 nízkopodlažních tramvají s bateriovým pohonem. Hodnota zakázky činila přes 26 miliónu eur a vozidla měla být dodána do 19 měsíců od podpisu smlouvy. První vůz byl do Eskišehiru dodán v březnu 2018, kde následně podstoupil zkušební jízdy. Výrobce nový typ testoval i na úzkorozchodné bratislavské tramvajové síti. Zbylé vozy byly do Turecka dodány během roku 2018. Dopravci byly předány v létě toho roku a poté byly zařazeny do běžného provozu.

### Celkový přehled
V roce 2018 bylo vyrobeno celkem 14 vozů.
| Současný stát | Město     | Článek | Roky dodávek | Počet vozů | Evidenční čísla při dodání | Poznámky                      | Zdroj |
| ------------- | --------- | ------ | ------------ | ---------- | -------------------------- | ----------------------------- | ----- |
| Turecko       | Eskišehir | článek | 2018         | 14         | 34–47                      | s pomocným bateriovým pohonem | [ 7 ] |